# Дебельн (район)
Дебельн (нім. Landkreis Döbeln) — колишній район у Німеччині, у землі Саксонія. Підпорядкований адміністративному округу Лейпциг. 1 серпня 2008 під час реформи громад об'єднаний із двома іншими районами у район Середня Саксонія. Центром району було місто Дебельн.
Площа - 424,34 км². Населення - 71,2 тис. осіб (2007). Густота населення - 168 осіб/км².
Офіційний код району - 14 3 75.

## Адміністративний поділ
Район поділявся на 13 громад.

## Міста та громади
Міста
1. Вальдхайм (8805)
2. Дебельн (20 939)
3. Лайсніг (6752)
4. Росвайн (7325)
5. Харта (8193)

Громади
1. Бокельвіц (2797)
2. Гросвайцшен (3243)
3. Мохау (2662)
4. Нідерштрігіс (1344)
5. Острау (4266)
6. Цігра-Кнобельсдорф (2319)
7. Чайц-Оттевіг (1436)
8. Еберсбах (1082)

Об'єднання громад
1. Управління Вальдхайм
2. Управління Дебельн
3. Управління Острал
4. Управління Росвайн

| Німеччина | Це незавершена стаття з географії Німеччини. Ви можете допомогти проєкту, виправивши або дописавши її. |